# 河川環境楽園

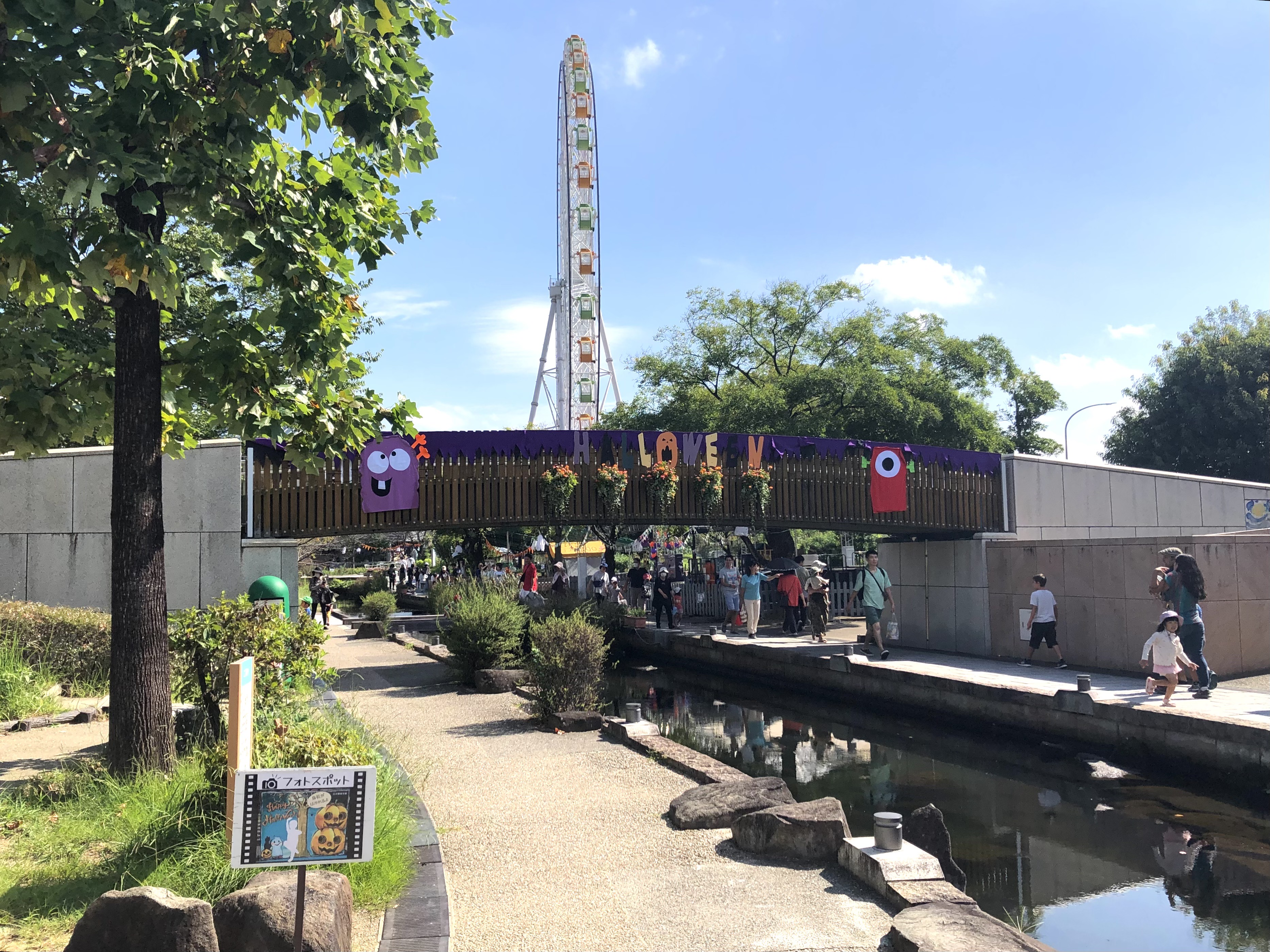
河川環境楽園にあるオアシスパーク

河川環境楽園（かせんかんきょうらくえん、Water Eco Park）は、岐阜県各務原市川島笠田町1564-1にある公園である。

## 概要
複数主体による、国営公園、岐阜県営公園、国立研究開発法人土木研究所自然共生研究センター、東海北陸自動車道の川島パーキングエリア及びハイウェイオアシスからなる複合型公園で、環境共生テーマパークの総称である。広域的に国営木曽三川公園三派川地区のひとつを構成している。開園は1999年（平成11年）7月17日。2005年（平成17年）に「水辺共生体験館」、「岐阜県河川環境研究所（現在の岐阜県水産研究所）」がオープンした。

## 国営公園エリア
- 木曽川水園
- 自然発見館
- 河原の森、河原広場

## 岐阜県営公園エリア
- 岐阜県世界淡水魚園水族館（愛称：アクア・トトぎふ）
- 世界淡水魚園（愛称：オアシスパーク）
- 特産品販売所
- 芝生広場 - 大型木製遊具、水路の形態の変化を設けた多自然型の水路、及び飲食ゾーンなどがある。

## 施設

### 主な施設一覧
国立研究開発法人土木研究所：自然共生研究センター
土木研究所が1998年（平成10年）に設置した研究施設。新境川（北派川）からの水を引き込んだ3つの人工の河川と池（6つ）を利用し、河川及び湖沼の自然環境保全・復元のための基礎的・応用的研究を行っている。所定の申し込みを行えば、施設の見学をすることができる。
国土交通省：水辺共生体験館
河川の環境保全・復元を進めていくために、河川の正しい知識を発信する施設。
岐阜県水産研究所
内水面水産業の振興や良好な水環境の維持・再生を図る調査研究を行う施設。
川島PA及びハイウェイオアシス
東海北陸自動車道の川島パーキングエリアから直接入園することができる。

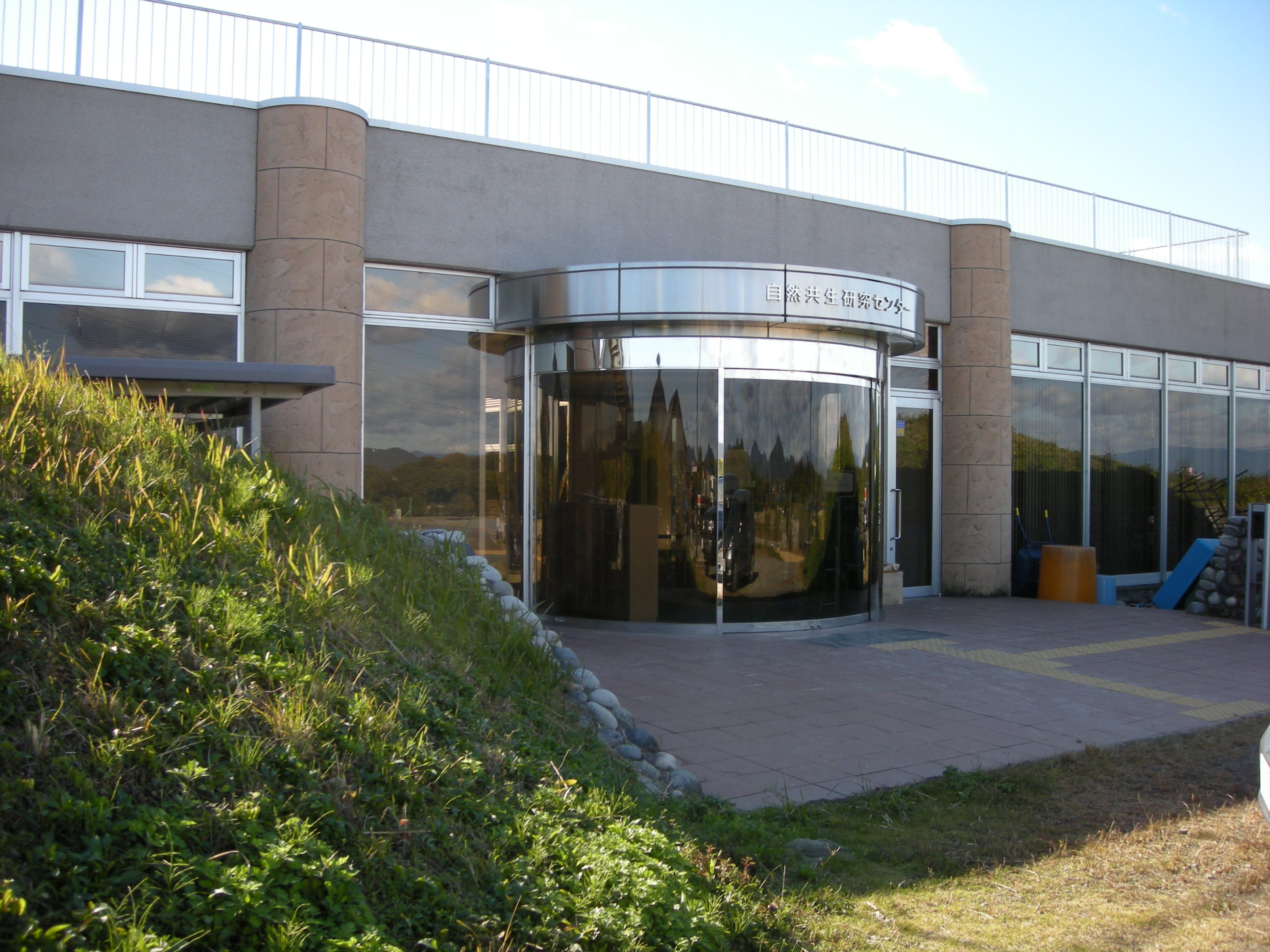
自然共生研究センター
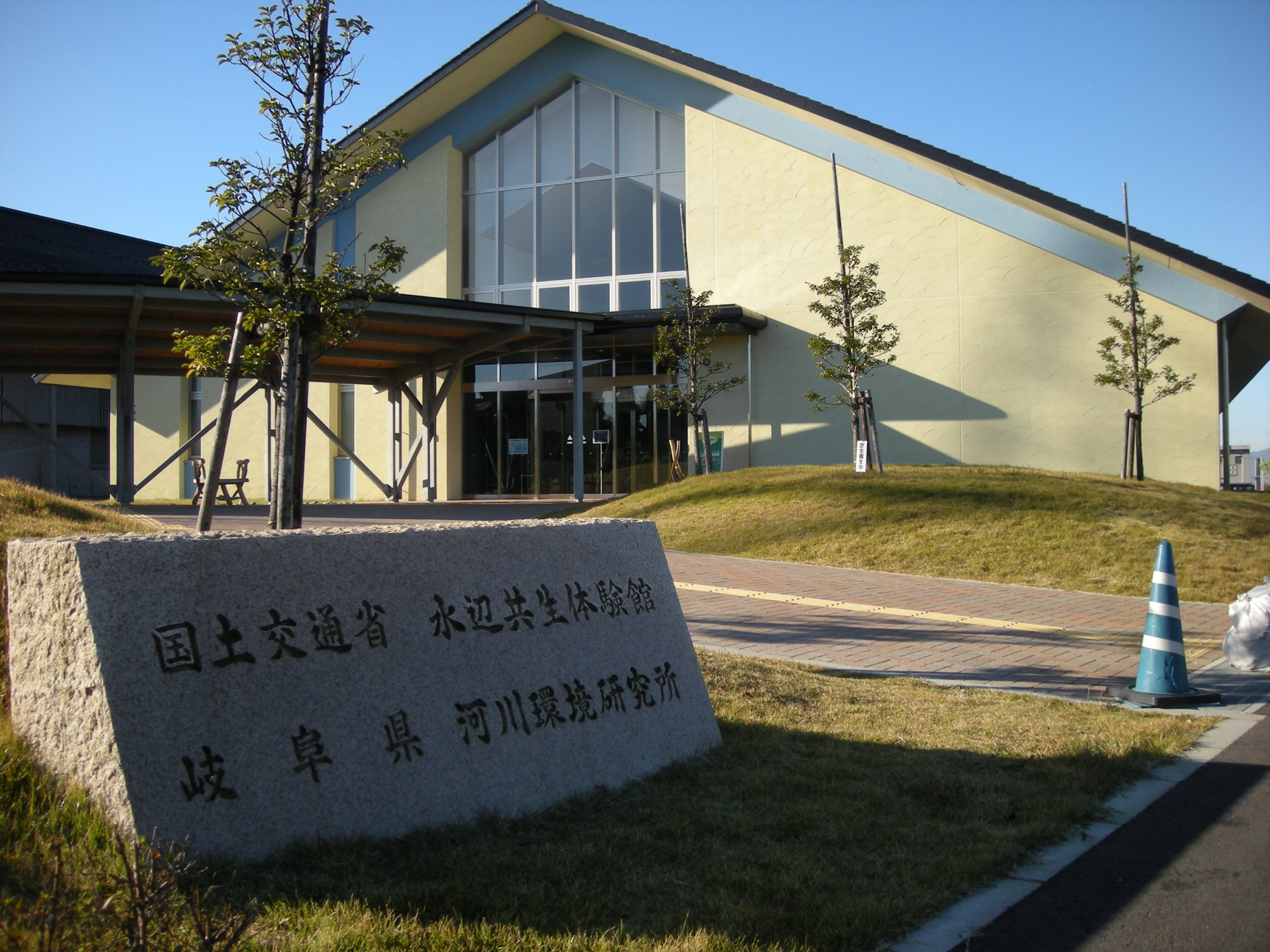
水辺共生体験館
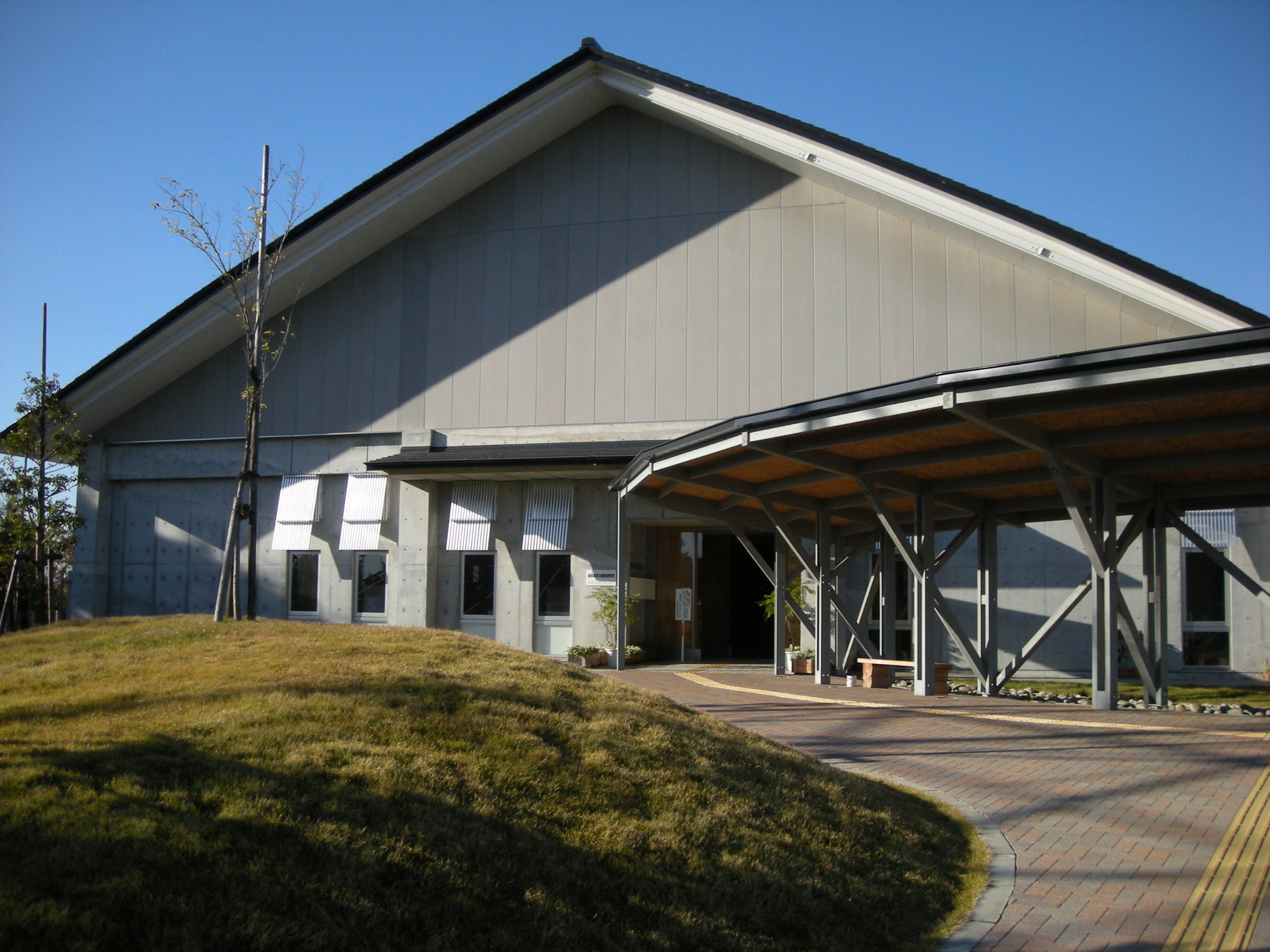
岐阜県水産研究所

## 河川環境楽園地区橋梁
木曽川北派川（新境川）に架かる河川環境楽園内にある橋梁（沈下橋）。河川環境楽園橋、河川環境楽園橋梁、河川環境楽園管理橋とも称す。河川環境楽園西口駐車場（羽島郡笠松町）から河川環境楽園へのアクセス道路（自転車・歩行者専用）である。北派川（新境川）は笠松町と各務原市の境になるが、河川環境楽園地区橋梁が架けられているのは各務原市川島笠田町である。
河川環境楽園内の橋であるが、河川環境楽園外の木曽川本流及び北派川堤防の木曽川沿川サイクリングルートと接続しており、笠松町と各務原市川島地区を結ぶ歩行者自転車のルートとなっている。
前史
現在の北派川（新境川）で、もぐり橋より下流部は2つの河跡湖をつないだ状態であり、北派川と木曽川本流の合流点付近に橋（河川改修工事用車両が使用）が設置されていた。昭和50年代中頃に河跡湖が埋め立てられ、現在の流れになったさい、橋は撤去されている。
初代
開園時に完成。歩行者専用の橋であるが、緊急時は自動車通行が可能である（大型車は通行不可）。
2代目
自転車歩行者専用の橋。2020年（令和2年）12月着工し、2022年（令和4年）3月に竣工。プレテンション方式PC単純中空床版橋であり、全長24.0m、全幅6.8m。大型車両も通行可能な構造である。橋梁建設時には護岸の改修、環境保全に配慮した河床の整備が同時に行われている。
2022年（令和4年）8月25日に発生した豪雨により、橋台取付護岸が崩落。橋梁も通行禁止となり、西口駐車場も閉鎖された。2023年（令和5年）6月14日に仮橋（全長約28m、全幅約2m）の供用が開始され、西口駐車場も使用が再開される。2代目の橋はわずか半年弱で使用不可能となり、2023年に撤去された。
3代目
2代目橋梁の撤去後、同じ位置に建設されることとなり、2023年（令和5年）11月着工。自転車歩行者専用の橋である。橋梁の銘板での橋梁の名称は「河川環境楽園橋」。
令和5年度国営公園三派川地区災害復旧橋梁上部工事として建設され、下部（河床）はそのままとし、橋梁部分の川幅を拡張、護岸の復旧と強化改良が行われた。
橋梁はポストテンション方式PC単純中空床版橋であり、工期短縮のため、プレキャストセグメント工法が取り入れられた。全長28.8m、全幅6.8m。2代目と同じく、大型車両も通行可能な構造である。潜り橋であるが、洪水対策として橋の高さは2代目橋梁より数十cm高くしてある。2024年（令和6年）4月完成予定であったが、工事の遅れと周辺の整備もあり、2024年（令和6年）7月24日に供用開始となる。

## 交通アクセス

### 公共交通機関
- 名鉄各務原線 新那加駅または各務原市役所前駅より、各務原市ふれあいバス川島線「河川環境楽園」バス停下車[11][12]。
- 名鉄名古屋本線 笠松駅より、岐阜バス笠松川島線「川島松倉」行きで「河川環境楽園」バス停下車[11]。
- JR東海道本線 尾張一宮駅・名鉄名古屋本線 名鉄一宮駅より、一宮駅バスターミナルから名鉄バス光明寺線「【11】 一宮市総合体育館」行きで 「138タワーパーク」バス停下車、徒歩で約25分[11]。

### 自動車

#### 高速道路
- 東海北陸自動車道 川島パーキングエリアハイウェイオアシスから直接入園[11]。
- 東海北陸自動車道 一宮木曽川インターチェンジより約20分[11]。

#### 一般道路
駐車場は3ヶ所（中央・東口・西口）がある。東口・西口は季節により閉園時間より前に閉鎖される場合がある。また、東口・西口は北派川河川敷にあり、異常出水時は閉鎖する場合がある。
- 岐阜市方面から、国道21号（岐大バイパス）経由で約30分[13]。
- 名古屋市方面から、国道22号（名岐バイパス）経由で約60分[13]。